# Santiago Páez
Santiago Páez Gallegos (Quito, 1958) es un escritor de novelas, cuentos y ciencia ficción ecuatoriano.

## Biografía
En su juventud, viajó por las selvas de la región litoral ecuatoriana, vivió en los manglares de la provincia de Esmeraldas y en las zonas altas de la región interandina central del Ecuador.
A la edad de 19 años escribió su primera novela, pero a su conclusión, la misma no le gusto, así que, dejó de escribir obras por 11 o 12 años. Viajó a Madrid para estudiar y, en aquel tiempo, nació su hijo, debiendo ayudar en su alimentación ya que su esposa no disponía de leche materna para darle de lactar, por lo que todas las noches, cada tres horas, tuvo que ocupase en darle a su hijo su mamila (biberón). Esta rutina lo tenía con insomnio y no podía dormir así que, dedicó esas noches a escribir historias. A Santiago le gustaba y le hacía feliz escribir historias de ciencia ficción. En ese momento decidió escribir ficción y dedicarse a la academia.
Realizó un doctorado en Madrid. En 1990 regresó a Quito.
Es profesor en la Pontificia Universidad Católica del Ecuador.

## Obras publicadas
Estas son algunas de sus obras:

### Novelas
- La reina mora (1997)
- Los archivos de Hilarión (1998)
- Shamanes y reyes (1999)
- Condena madre (2000)
- Crónicas del breve reino (2006)
- Pirata Viejo (2008)
- Olvido (2010)
- Puñal (2012)
- Angelus hostis (2012) (guion de la novela gráfica)
- Ecuatox (2013)
- Antiguas ceremonias (2015)[3][6]
- Retratos de Dios. Un caso de Baumann y Ayoví, detectives (2016)
- Moradas Provisionales (2018)
- Los Murmurantes (2020)
- En clinch, demasiado cerca (2021)
- Ratas (2022)
- Las terribles chicas Puma (2023)

### Cuentos
- Las aventuras de Neri Carondelet (1987) (Guion del cómic)
- Profundo en la galaxia (1994)[7]
- Aneurisma (2009)

### Ensayos
- Artículo de costumbres José Modesto Espinosa (1988)
- ¡A la voz del carnaval! Análisis semiótico de literatura popular (1992)
- Itinerarios (2008)
- Sartas (2024)

### Literatura infantil y juvenil
- El complot de las mamás (2007)
- El secreto de los yumbos (2008)
- El secreto de la ocarina (2008)
- Los hackers y la serpiente (2021)

## Premios
- Premio Joaquín Gallegos Lara, por su libro de cuentos Profundo en la Galaxia, otorgado por el Ilustre Municipio del Distrito Metropolitano de Quito (1994).[8]
- Finalista en el concurso Aurelio Espinosa Pólit, por su novela Pirata Viejo (2007).[8][9]
- Premio Darío Guevara Mayorga, por su libro El secreto de la ocarina (2009).[8]
- Premio Darío Guevara Mayorga, por su novela policial Retratos De Dios (2016).[10]